# Liste der Baudenkmale in Herzberg (Mark)
In der Liste der Baudenkmale in Herzberg (Mark) sind alle Baudenkmale der brandenburgischen Gemeinde Herzberg (Mark) und ihrer Ortsteile aufgelistet. Grundlage ist die Veröffentlichung der Landesdenkmalliste mit dem Stand vom 31. Dezember 2020.

## Baudenkmale in den Ortsteilen
In den Spalten befinden sich folgende Informationen:
- ID-Nr.: Die Nummer wird vom Brandenburgischen Landesamt für Denkmalpflege vergeben. Ein Link hinter der Nummer führt zum Eintrag über das Denkmal in der Denkmaldatenbank. In dieser Spalte kann sich zusätzlich das Wort Wikidata befinden, der entsprechende Link führt zu Angaben zu diesem Denkmal bei Wikidata.
- Lage: die Adresse des Denkmales und die geographischen Koordinaten. Link zu einem Kartenansichtstool, um Koordinaten zu setzen. In der Kartenansicht sind Denkmale ohne Koordinaten mit einem roten beziehungsweise orangen Marker dargestellt und können in der Karte gesetzt werden. Denkmale ohne Bild sind mit einem blauen bzw. roten Marker gekennzeichnet, Denkmale mit Bild mit einem grünen beziehungsweise orangen Marker.
- Bezeichnung: Bezeichnung in den offiziellen Listen des Brandenburgischen Landesamtes für Denkmalpflege. Ein Link hinter der Bezeichnung führt zum Wikipedia-Artikel über das Denkmal.
- Beschreibung: die Beschreibung des Denkmales
- Bild: ein Bild des Denkmales und gegebenenfalls einen Link zu weiteren Fotos des Baudenkmals im Medienarchiv Wikimedia Commons

## Herzberg (Mark)
| ID-Nr.   | Lage                                                                   | Bezeichnung                                                                       | Beschreibung | Bild                                                                              |
| -------- | ---------------------------------------------------------------------- | --------------------------------------------------------------------------------- | --- | --------------------------------------------------------------------------------- |
| 09171860 | Bahnhofstraße / Berliner Straße / Im Eichholz / Ruppiner Straße (Lage) | Obelisk                                                                           | Zu der Gedenkstätte gehört ein Obelisk, der die Mitte des Ortes markiert. Aufgestellt wurde er in der zweiten Hälfte des 19. Jahrhunderts. Er wurde aus Sandstein erstellt und ist 2,67 Meter hoch. | Obelisk                                                                           |
| 09171240 | Berliner Straße 9 (Lage)                                               | Mittelflurhaus                                                                    | Das Mittelflurhaus wurde im Jahre 1720 erbaut. Es ist ein zweigeschossiges, giebelständiges Wohn- und Stallgebäude. Das Haus hat ein Satteldach, die Giebel sind verbrettert. Im Inneren befand sich eine Schwarz Küche. Es ist das letzte Mittelflurhaus in Herzberg. | Mittelflurhaus                                                                    |
| 09170278 | Berliner Straße / Ruppiner Straße (Lage)                               | Gedenkstätte für Opfer des Konzentrationslagers Sachsenhausen (Todesmarsch, 1945) | In der Nähe des Obelisken befindet sich eine Gedenktafel für die Opfer des Todesmarsches 1945. Inschrift: „Todesmarsch April 1945 der Häftlinge des KZ Sachsenhausen. Über 6000 wurden auf diesem Marsch durch die SS ermordet. Ihr Vermächtnis lebt in unseren Taten fort“. Die Ziegelmauer mit emaillierter Tafel steht am Südende der durch die Kreuzung der beiden Straßen B 167 und L 19 gebildeten dreieckigen Grünfläche. | Gedenkstätte für Opfer des Konzentrationslagers Sachsenhausen (Todesmarsch, 1945) |
| 09171861 | Berliner Straße 2 (Lage)                                               | Wohnhaus mit Wirtschaftsgebäude und Einfriedung                                   | Um 1890 nach Brand des Vorgängerbaus errichtet. Eingeschossiger unverputzter Ziegelbau auf Feldsteinsockel, Satteldach. Stall rechts vom Wohnhaus, um 1880. Eineinhalbgeschossiger gelber Sichtziegelbau. Repräsentatives Bauerngehöft des ausgehenden 19. Jhs. In Herzberg eines der letzten, das im Wesentlichen in seiner ursprünglichen Form erhalten blieb.                                                                 | Wohnhaus mit Wirtschaftsgebäude und Einfriedung                                   |
| 09170280 | Ruppiner Straße 2 (Lage)                                               | Vorlaubenhaus (Dorfkrug)                                                          | Das Vorlaubenhaus wurde Ende des 18. Jahrhunderts erbaut. Es war früher der Dorfkrug des Ortes. Es ist ein eingeschossiges, traufständiges Haus mit Krüppelwalmdach. Vor dem Haupteingang eine Laube mit Walmdach, das Dach steht auf vier Säulen. | Vorlaubenhaus (Dorfkrug)                                                          |
| 09171864 | Ruppiner Straße 49 (Lage)                                              | Pfarrhaus                                                                         | | BW                                                                                |
| 09170279 | Ruppiner Straße 59A (Lage)                                             | Dorfkirche mit Kirchhofportal, Kirchhofmauer und Friedhofskapelle                 | Die evangelische Kirche ist im spätgotischen Stil aus Feldstein erbaut worden. Die Altarwand mit einem Kanzelaltar stammt aus dem 18. Jahrhundert. In den Jahren 1927 bis 1929 wurde Reste der Ausmalung der Kirche freigesetzt. | weitere Bilder                                                                    |